# Szerik Szapijev
Szerik Szapijev (kazakul: Серік Сәпиев, oroszul: Серик Жумангалиевич Сапиев [Szerik Zsumangalijevics Szapijev]; Abaj, Kazah SZSZK, 1983. november 16. –) olimpiai bajnok, kétszeres amatőr világbajnok kazak ökölvívó.

## Amatőr eredményei
- 2005-ben világbajnok kisváltósúlyban.
- 2006-ban bronzérmes az Ázsia-játékokon kisváltósúlyban.
- 2007-ben  világbajnok kisváltósúlyban.
- 2009-ben bronzérmes a világbajnokságon váltósúlyban.
- 2011-ben ezüstérmes a világbajnokságon váltósúlyban.
- 2012-ben olimpiai bajnok váltósúlyban.